# Gerhard von Scharnhorst
Gerhard Johann David von Scharnhorst (n. 12 noiembrie 1755, Bordenau, azi Neustadt am Rübenberge – d. 28 iunie 1813, Praga) a fost un general prusac, care împreună cu August Graf Neidhardt von Gneisenau, a făcut parte în anul 1807 din Comisia de reorganizare a armatei prusace. El este considerat și azi una dintre personalitățile militare care au reformat fundamental structura militară din perioada lui Napoleon.